# Toshima (Kagoshima)
Toshima (jap. 十島村, -mura) ist ein Dorf, das im Landkreis Kagoshima in der Präfektur Kagoshima in Japan liegt und die Tokara-Inseln umfasst. 
Die Verwaltung befindet sich in der Stadt Kagoshima außerhalb des Dorfs. Zum 1. März 2021 hatte das Dorf eine geschätzte Bevölkerung von 761 Einwohnern und eine Bevölkerungsdichte von 7,52 Personen pro km². 
Toshima bedeutet „10 Inseln“ und geht auf den Namen der Vorgängergemeinde Jittō zurück, die gleich geschrieben, aber anders ausgesprochen wurde. Mit 10 Inseln waren die bewohnten Inseln Iōjima, Kuroshima, Takeshima, Kuchinoshima, Nakanoshima, Gajajima, Tairajima, Suwanosejima, Akusekijima und Takara-jima gemeint. Das ganze Gebiet ist 101,35 km² groß.

## Geschichte
Das heutige Dorf ist ein Teil einer früher aus allen 10 Inseln bestehenden Gemeinde Jittō. 
Nach der Meiji-Restauration wurden diese Inseln dem Bezirk Kawanabe der Provinz Satsuma zugeteilt, 1897 dann dem Landkreis Ōshima der Provinz Ōsumi. 
Jittō wurde als Gemeinde 1908 errichtet. 1946 kamen die südlichen sieben der 10 Inseln unter Verwaltung der USA, die restlichen drei Inseln (Iōjima, Kuroshima und Takeshima) bildeten eine eigene Gemeinde Mishima („3 Inseln“). 1952 kamen die sieben Inseln wieder unter japanische Souveränität, wobei die Gemeinde Mishima unabhängig blieb und zur Unterscheidung vom früheren Jittō die neue Gemeinde zwar die Schreibweise beibehielt aber mit Toshima eine andere Aussprache wählte. 1973 wurden beide Gemeinden dem Landkreis Kagoshima angegliedert.